# HUMANE SOCIETY 〜人類愛に満ちた社会〜
『HUMANE SOCIETY 人類愛に満ちた社会』（ヒューメインソサイエティ じんるいあいにみちたしゃかい）は、1992年7月1日にキューンレコードから発売されたOVA作品。2003年12月17日には、同社よりDVD版が発売された。

## 概要
聖飢魔IIが発表した「絵巻経典」（OVA）で、作中に登場する悪魔（聖飢魔IIの構成員）は全て聖飢魔IIの構成員が声を当てている。
人類を滅ぼそうとする悪魔の前に人類を守ろうとする神が現れ、両者が人類の存亡をかけて対決するという物語。タイトルの「HUMANE SOCIETY」は聖飢魔IIの曲「害獣達の墓場」の英訳題でもある。

## ストーリー
199X年、悪魔の力によって異常気象や昆虫の大量発生などの災害が世界各地で頻発し、人類は滅亡の危機に立たされようとしていた。
しかし、不思議な力を持ったひとりの女性ローザが現れ、数々の奇跡によってこれらの大災害を悉く退けていく。やがてローザは人類の救世主として世界中の人々に崇められるようになる。
人間界に潜伏していた悪魔のリーダー・デーモンは、自分たちの計画を次々に阻むローザをよく思っていなかった。ある日デーモンはローザが組織した戦闘部隊「エンジェル」に命を狙われたことをきっかけに、人類抹殺のための最終兵器「バベルの塔」を起動しようとするが、ローザの力で妨害されてしまう。人類を率いる旗手となったローザは人類救済のために「カインの塔」という建造物を作ることを宣言し、世界中の人々の支援を受けて建造を開始した。
デーモン達悪魔は「カインの塔」の建造を妨害しようとするが、ローザ暗殺のために送り込んだ仲間が撃退されたり、仲間の何名かが行動不能に陥るなど不利な状況に陥っていく。そんな中、ローザが「カインの塔」を介して「バベルの塔」起動を阻んだと知ったデーモンは「カインの塔」に秘密があると考え、これを探り始める。

## 登場人物

### 悪魔
デーモン
声 - デーモン小暮閣下
本作品の主人公。悪魔を率いるリーダーで「閣下」と呼ばれる。
歴代の悪魔が行ってきた人類抹殺計画の頓挫に業を煮やして自身が乗り出したが、ローザに妨害された上に命を狙われる事となったため、悪魔の最終兵器『バベルの塔』の発動による人類の殲滅を立案、着手する。
普段は人気ラジオ番組のパーソナリティーを務めるタレント・コグレを世を忍ぶ仮の姿として人間界に潜伏し、動向を探っている。
エース
声 - エース清水長官
構成員の一人。常にデーモンの側に仕える悪魔で、デーモンを除く構成員のまとめ役。
日頃からワイルドターキーを愛飲し、戦闘時にはこれを利用して業火を噴き出す。非常に足が臭い。
ルーク
声 - Sgt. ルーク篁III世参謀
構成員の一人。左手に装着された手甲の爪と、巨大化しての攻撃を駆使する。
嵐を起こしてロンドンを襲撃したが、ローザが発現した奇跡によって嵐が退けられた際に行方不明となり、後にローザに操られてデーモンとエースに襲いかかる。セロリが大の苦手。
ゼノン
声 - ゼノン石川博士
構成員の一人。マントを袈裟のように着用し、ローブの下は股引、素足に一枚歯の下駄という奇妙な格好をしている。
構成員一の巨漢で、悪魔らしからぬ鷹揚な性格の持ち主だが、『カインの塔』の正体を暴く透視を任されるなど、その魔力と分析力は構成員からも一目置かれている。大量のタガメを送り込んでニューヨークを襲撃したが、ニューヨークに現れたローザによる奇跡の発現で失敗した上に、魔力の大半を使い果たしてしまった。
ライデン
声 - ライデン湯沢殿下
構成員の一人。構成員一の小柄な悪魔。強力な雷を自在に操る力を持つ。
作業員に変装して『カインの塔』建設現場に潜り込み、ローザを事故に見せかけて謀殺しようとしたが、失敗した上に返り討ちに遭う。その後、ショック療法でゼノンの魔力を強制的に回復させた。

### 人類
ローザ
声 - 土井美加
本作品のもう一人の主人公。悪魔の力に対抗する不思議な力を持った謎の女性。世界各地で奇跡を発現して悪魔たちの起こした数々の大災害を退けており、世界中の人々から救世主として崇められている。
悪魔による人類抹殺計画が本格化した事を知って自ら悪魔に抵抗する人類の旗手となり、悪魔を倒すために私設軍隊『エンジェル』を結成し、人類救済の最終策『カインの塔』の建造を全世界に呼びかけた。
その正体は、デーモンと同じく宇宙創成の時代から存在し、地球に来襲した歴代の悪魔を退けて人類を護り続けてきた『闘技神・フレイア』。
オズル
声 - 松本保典
ローザによって結成された、悪魔の撃破を任務とする私設軍隊『エンジェル』の兵士。他の兵士から「オズル隊長」と呼ばれている事から、軍のリーダーと思われる。
人類を救うべく粉骨砕身しているローザを信奉しており、『カインの塔』建造時には彼女の身辺の護衛を務める。唯一の対悪魔戦特化兵器『サイコレーザー』を携帯している。
ディレクター
声 - 神谷明
デーモンが世を忍ぶ仮の姿でパーソナリティーを務めているラジオ番組のディレクター。
兵士
声 - 小野健一
エンジェル隊員
声 - 古田信幸
作業員
声 - 中博史
母
声 - 池本小百合
子供
声 - 水原リン

## スタッフ
- 原案・監修 - デーモン小暮閣下
- 監督 - 神谷純
- 構成・脚本 - 関島眞頼
- スーパーバイザー・キャラクター原案 - 石渡治
- キャラクターデザイン・作画監督 - 黄瀬和哉
- コンセプトデザイン - 荒川真嗣
- 絵コンテ - 山口直樹
- 美術監督 - 木下かずひろ
- メインキャラクターカラーデザイン - 池さゆり
- カラーコーディネーター- 若菜陽子
- 撮影監督 - 藤田正明
- 音楽 - 妖怪松崎様
- 音響監督 - 渡辺淳
- プロデューサー - イージライダー中西、加藤長輝、ナスティ平野
- 制作プロデューサー - 石川光久
- 制作協力 - I.G タツノコ
- 制作 - アニメイトフィルム
- 製作 - ソニー・ミュージックエンタテインメント、ムービック

## 挿入曲
エンディングテーマ『正義のために』以外は原曲そのものではなく、オリジナルアレンジを加えたショートバージョンが用いられている。

### 大教典
聖飢魔II〜悪魔が来たりてヘヴィメタる
- 悪魔組曲 序曲：心の叫び

THE END OF THE CENTURY
- THE END OF THE CENTURY

地獄より愛をこめて
- M・O・A・I (MARAE)

BIG TIME CHANGES
- FROG NIGHT
- EARTH EATER
- CREEPING TWILIGHT
- THE FINAL APOCALYPSE

THE OUTER MISSION
- 害獣達の墓場

WORST
- ROCK IN THE KINGDOM

有害
- ROSA

### 小教典
- 正義のために
- 地獄への階段

### オリジナル楽曲
- 多国籍軍
- フレイアのテーマ